# Conospermum triplinervium
Conospermum triplinervium (лат.) — кустарник или небольшое дерево, вид рода Коноспермум (Conospermum) семейства Протейные (Proteaceae), эндемик Западной Австралии. 

## Ботаническое описание
Conospermum triplinervium — кустарник или небольшое дерево высотой от 0,5 до 4,5 м. Цветёт с августа по январь, образуя кремово-белые цветы. Во время цветения выпускает около 50 цветоносных побегов на каждом растении, которые дают белые опушённые цветы. Вид имеет несколько форм с широкими листьями и от плакучих до вертикальных прямостоячих стеблей.

C. triplinervium в природе
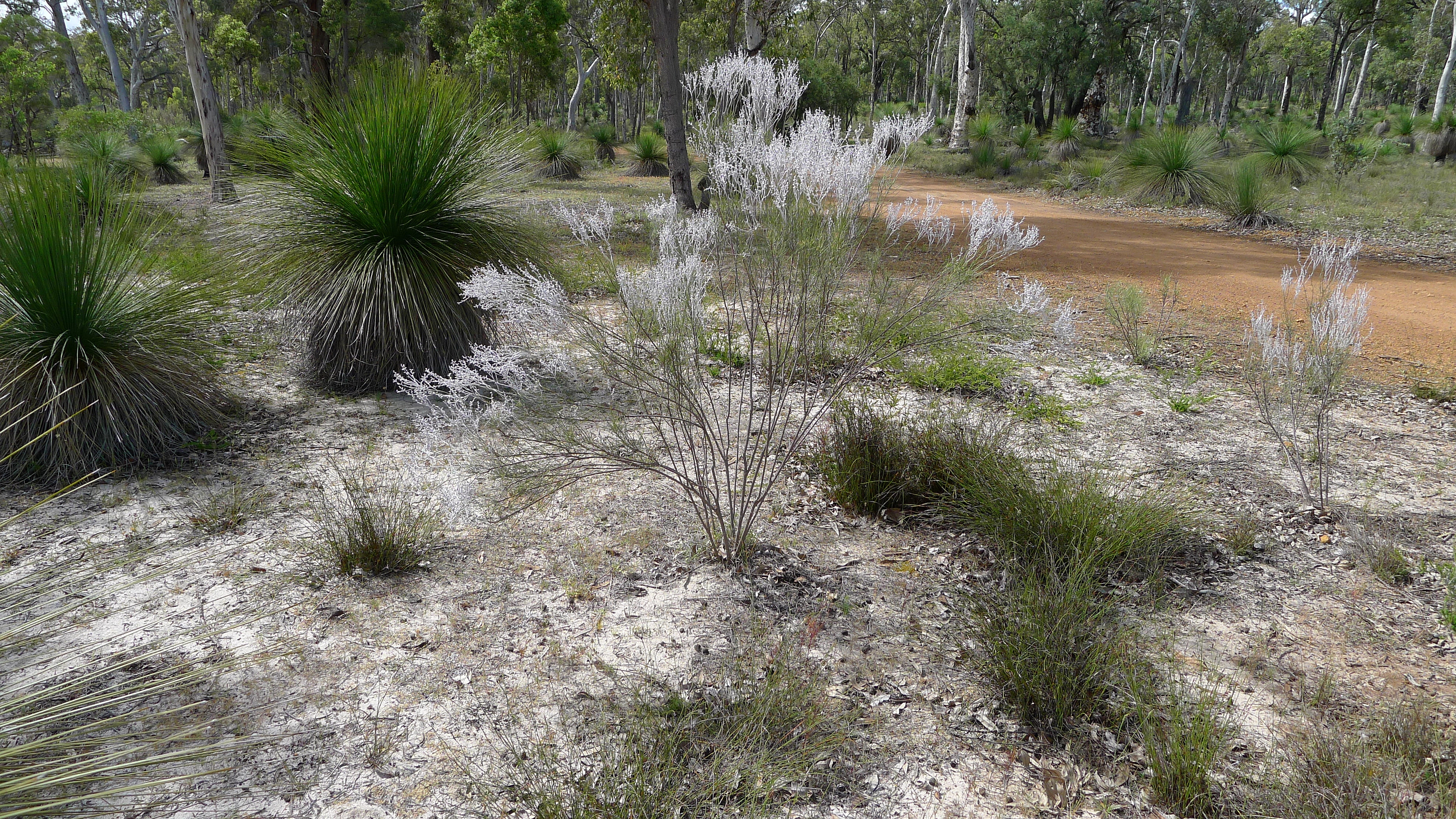
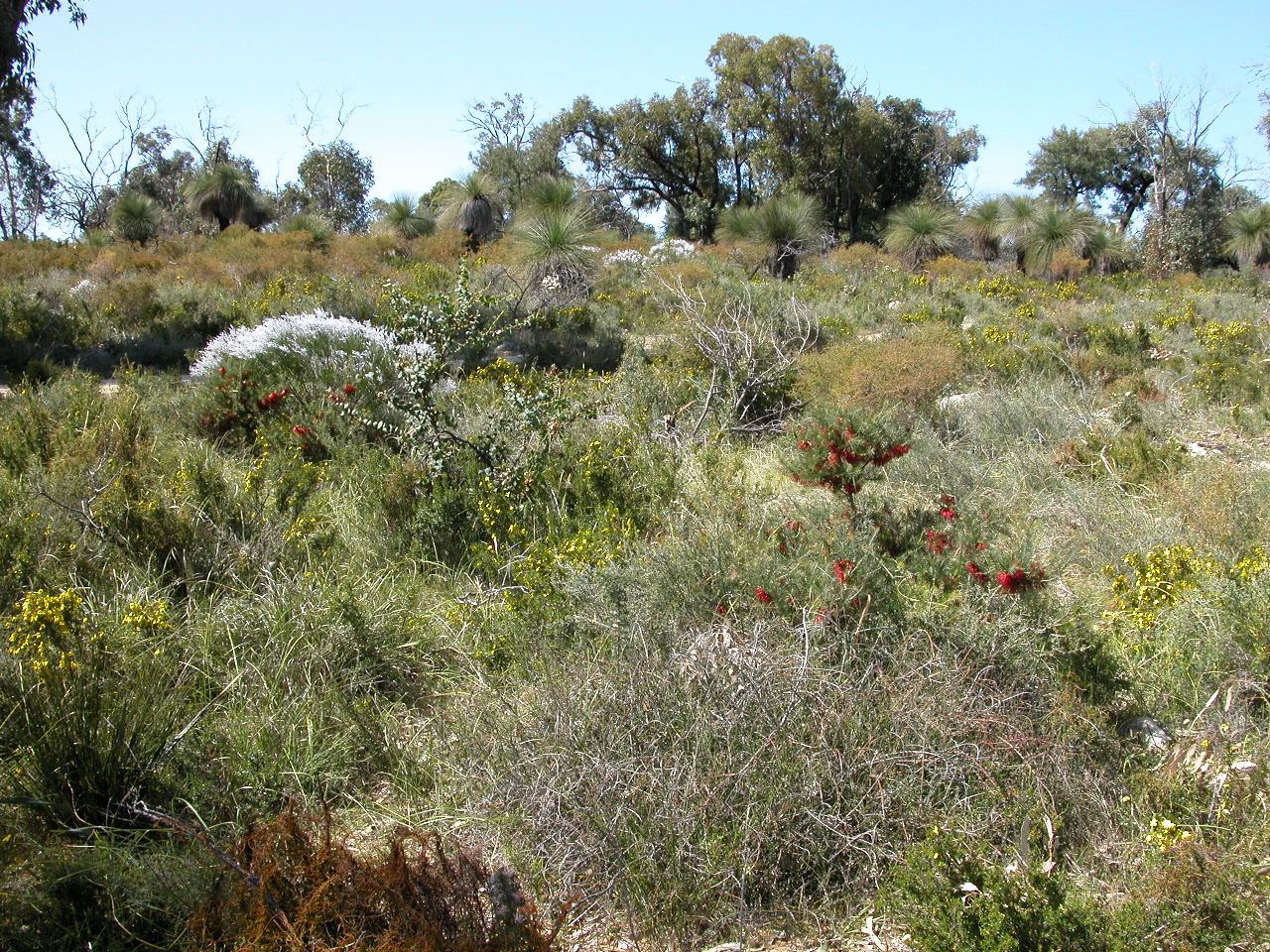

## Таксономия
Впервые этот вид был описан в 1830 году Робертом Броуном в рамках работы Proteaceas Novas. Supplementum primum prodromi florae Novae Hollandiae. Есть два синонима: Conospermum laniflorum и Conospermum triplinervium var. triplinervium.

## Распространение и местообитание
Conospermum triplinervium — эндемик Западной Австралии. Встречается на песчаных равнинах и в влажных в зимнее время распадках вдоль побережья округов Средне-Западный, Уитбелт, Пиил и Большой Южный Западной Австралии, где вид растёт на песчаных почвах над латеритом.

## Культивирование
Вид C. triplinervium подходит для выращивания цветов на срезку с достаточно высокой урожайностью. Куст также может использоваться в качестве корма для животных, в книге 1889 года «Полезные местные растения Австралии» указано, что общие названия включали «местный апельсин» и «апельсиновый шип», и что «барон Мюллер предлагает попробовать эти растения в самой ужасной пустынной стране. поскольку все виды пастбищных животных с жадностью пасутся на длинных, нежных и пушистых цветоножках и колосьях, не касаясь листвы, не уничтожая, таким образом, растение, собирая урожай».